# Cantón de Le Châtelet
El cantón de Le Châtelet era una división administrativa francesa, que estaba situada en el departamento de Cher y la región de Centro-Valle de Loira.

## Composición
El cantón estaba formado por siete comunas:
- Ardenais
- Ids-Saint-Roch
- Le Châtelet
- Maisonnais
- Morlac
- Rezay
- Saint-Pierre-les-Bois

## Supresión del cantón de Le Châtelet
En aplicación del Decreto n.º 2014-206 de 21 de febrero de 2014, el cantón de Le Châtelet fue suprimido el 22 de marzo de 2015 y sus 7 comunas pasaron a formar parte del nuevo cantón de Châteaumeillant.